# 김세훈 (2004년)
김세훈(2004년 1월 20일 ~ )은 대한민국의 축구 선수로, 포지션은 미드필더이다. 현재 부산 아이파크 소속이다.